# Gilbert Bailliu
Pour les articles homonymes, voir Bailliu.
Gilbert Bailliu, né le 4 septembre 1936 à Bruges et mort le 2 avril 2023, est un joueur de football belge, qui évoluait comme attaquant. Réputé pour son sens du but, il a effectué toute sa carrière dans les deux clubs de la ville de Bruges, le Cercle et le Club.

## Carrière
Gilbert Bailliu fait ses débuts dans l'équipe du Cercle de Bruges en 1954 contre le FC Izegem, lors du dernier match de la saison 1953-1954 en Division 3. Après avoir terminé son service militaire, obligatoire à l'époque en Belgique, il est écarté des terrains à la suite d'une blessure au genou. Il doit attendre la saison 1957-1958 pour intégrer de manière définitive l'équipe première du Cercle, revenu entretemps en Division 2. Il s'impose rapidement dans le onze de base de l'équipe, et participe activement à la remontée du Cercle en première division en 1961. Il inscrit 45 buts en trois saisons, faisant de lui chaque année le meilleur buteur du club.
Pour sa première saison en Division 1, Gilbert Bailliu confirme et est de nouveau le meilleur buteur du club. Le Cercle reste cinq saisons parmi l'élite du football belge, mais termine dernier en 1965-1966, synonyme de retour en deuxième division. De plus, à la suite d'une plainte pour corruption émanant du Lierse, le Cercle subit une rétrogradation administrative, le poussant vers la troisième division. Un désastre pour le Cercle, qui perd tous ses meilleurs joueurs, Bailliu y compris.
Gilbert Bailliu reste à Bruges, et signe chez les rivaux du Club, un transfert mal accepté par les supporters du Cercle. Chez les « Blauw & Zwart », il ne perd rien de son sens du but, et permet au Club de remporter sa première Coupe de Belgique en 1968. Il participe également aux premiers matches européens du FC Bruges, mais lors de la saison 1969-1970, il perd sa place dans l'équipe et ne prend part qu'à trois matches. Poussé vers la sortie, il arrête sa carrière au plus haut niveau, et redescend en Promotion, à Zwevegem Sport. Après une saison, il déménage à Hoger Op Wingene, en provinciales, en tant que joueur-entraîneur. En 1974, il range définitivement ses crampons.

## Statistiques saison par saison
| Saison    | Club              | Pays  | Compétition                | Matchs | Buts |
| --------- | ----------------- | ----- | -------------------------- | ------ | ---- |
| 1953-1954 | Cercle Bruges     |       | Division 3                 | 1      | 0    |
| 1954-1955 | Cercle Bruges     |       | Division 3                 | 1      | 0    |
| 1955-1956 | Cercle Bruges     |       | Division 3                 | 0      | 0    |
| 1956-1957 | Cercle Bruges     |       | Division 2                 | 3      | 1    |
| 1957-1958 | Cercle Bruges     |       | Division 2                 | 13     | 3    |
| 1958-1959 | Cercle Bruges     |       | Division 2                 | 30     | 19   |
| 1959-1960 | Cercle Bruges     |       | Division 2                 | 29     | 13   |
| 1960-1961 | Cercle Bruges     |       | Division 2                 | 26     | 13   |
| 1961-1962 | Cercle Bruges     |       | Division 1                 | 17     | 11   |
| 1962-1963 | Cercle Bruges     |       | Division 1                 | 25     | 8    |
| 1963-1964 | Cercle Bruges     |       | Division 1                 | 18     | 6    |
| 1963-1964 | Cercle Bruges     |       | Coupe                      | 1      | 0    |
| 1964-1965 | Cercle Bruges     |       | Division 1                 | 30     | 16   |
| 1964-1965 | Cercle Bruges     |       | Coupe                      | 4      | 6    |
| 1965-1966 | Cercle Bruges     |       | Division 1                 | 22     | 2    |
| 1965-1966 | Cercle Bruges     |       | Coupe                      | 1      | 0    |
| 1966-1967 | FC Bruges         |       | Division 1                 | 27     | 13   |
| 1966-1967 | FC Bruges         |       | Coupe                      | 2      | 2    |
| 1967-1968 | FC Bruges         |       | Division 1                 | 20     | 7    |
| 1967-1968 | FC Bruges         |       | Coupe                      | 5      | 4    |
| 1967-1968 | FC Bruges         |       | Coupe des villes de foires | 2      | 0    |
| 1968-1969 | FC Bruges         |       | Division 1                 | 21     | 12   |
| 1968-1969 | FC Bruges         |       | Coupe                      | 4      | 3    |
| 1968-1969 | FC Bruges         |       | Coupe des coupes           | 2      | 1    |
| 1969-1970 | FC Bruges         |       | Division 1                 | 3      | 0    |
| 1969-1970 | FC Bruges         |       | Coupe                      | 0      | 0    |
| 1969-1970 | FC Bruges         |       | Coupe des villes de foires | 1      | 0    |
| 1970-1971 | VC Zwevegem Sport |       | Promotion D                | ?      | ?    |
| 1971-1972 | Hoger Op Wingene  |       | Provinciales               | -      | -    |
| 1972-1973 | Hoger Op Wingene  |       | Provinciales               | -      | -    |
| 1973-1974 | Hoger Op Wingene  |       | Provinciales               | -      | -    |
| TOTAL     | TOTAL             | TOTAL | TOTAL                      | 292    | 130  |

## Palmarès
- 1 fois vainqueur de la Coupe de Belgique en 1968 avec le FC Bruges.